# Miejski Klub Sportowy Puszcza Niepołomice
Il MKS Puszcza Niepołomice è una società calcistica polacca di Niepołomice. Milita nella I liga, la seconda serie del campionato polacco di calcio.
I colori della squadra sono il giallo, il bianco e il verde.

## Storia
Il club trae origine dal KS Niepołomianka, sodalizio costituito nel 1923 su iniziativa del sindaco di Niepołomice, Andrzej Wimer, e di Stanisław Ziemba, Władysław Iwański, Stanisław Brudnik e Adolf Engel. Il primo presidente del KS Niepołomianka fu Władysław Iwański. Del consiglio d'amministrazione facevano parte anche il tesoriere Stanisław Brudnik e l'allenatore della squadra, Stanisław Ziemba.
L'11 giugno 2023, anno in cui il Puszcza ha celebrato il suo centenario, ha vinto la finale degli spareggi della I liga 2022-2023 e ha ottenuto la promozione all'Ekstraklasa per la prima volta.
Nella sua prima stagione nella massima serie il Puszcza ha registrato vittorie e pareggi a sorpresa contro i contendenti al titolo ed è stato elogiato per l'uso efficace dei calci piazzati per segnare la maggior parte dei gol, terminando alla fine del campionato al 12º posto. Tomasz Tułacz e Oliwier Zych sono stati candidati rispettivamente ai premi Allenatore della stagione e Portiere della stagione.
Nella stagione 2024-2025 raggiunge per la prima volta nella sua storia le semifinali di Coppa di Polonia.

## Stadio
Dalla stagione 2023-2024 il Puszcza Niepołomice gioca allo stadio Józef Piłsudski di Cracovia, a causa dell'inidoneità dello stadio di Niepołomice a ospitare le partite dell'Ekstraklasa.